# Joseph Sobran
Michael Joseph Sobran, Jr. (Ypsilanti, Míchigan, 13 de febrero de 1946 - Arlington, Virginia, 30 de septiembre de 2010) fue un periodista y escritor estadounidense que trabajo para la revista National Review como columnista sindicado. Pat Buchanan llamó a Sobran "quizás el mejor columnista de nuestra generación".
Sobran estuvo casado dos veces y se divorció, tuvo cuatro hijos y le sobreviven diez nietos y un bisnieto. Murió en una residencia de ancianos de Fairfax (Virginia) el 30 de septiembre de 2010 a consecuencia de una insuficiencia renal provocada por la diabetes.

## Carrera profesional
Sobran se graduó de la Universidad de Míchigan Oriental y recibió una licenciatura en idioma inglés. Estudió para un título de posgrado en inglés, concentrándose en los estudios de Shakespeare, después de su graduación. A finales del decenio de 1960, Sobran pasó su tiempo en conferencias sobre Shakespeare e inglés y en la concesión de una beca con la universidad. 
En 1972, comenzó a trabajar en la revista National Review de William F. Buckley, Jr. (Durante la década de 1970, que utiliza con frecuencia la firma M.J. Sobran). Permaneció veintiún años, dieciocho de ellos como editor senior, antes de ser retirado de la publicación en medio de cargos controversiales sobre antisemitismo. Junto con su trabajo en el National Review, sobran pasó 21 años como comentarista de la serie "Spectrum" de CBS Radio, y sigue siendo un columnista sindicado, en primer lugar con el Los Angeles Times, y más tarde con la Universal Press. Su boletín se distribuye actualmente por la Internet Griffin Syndicate, una empresa de relaciones públicas. 
De 1988 a 2007, Sobran escribió la columna "Washington Watch" para el semanario católico The Wanderer. Tenía una columna mensual que aparece en Catholic Family News. Escribió la columna "Bare Bodkin" para la revista paleoconservadora Chronicles. Además, sus ensayos han aparecido en The Human Life Review, Celebrate Life! y The Free Market. Sobran fue miembro de los medios de comunicación del Instituto Mises.

## Controversia en National Review
En 1993, Sobran fue despedido de National Review por una serie de columnas que el entonces editor William F. Buckley Jr. consideró "contextualmente antisemitas".
El comentarista paleoconservador Norman Podhoretz escribió que "las columnas de Joe Sobran [...] [son] antisemitas en sí mismas, y no sólo 'contextualmente'" y Buckley no estuvo de acuerdo con la acusación de Podhoretz, sino que "consideró las seis columnas de Joe Sobran son contextualmente antisemitas. Con esto quiero decir que si hubiera estado hablando, digamos, de los intereses de los grupos de presión de los árabes o de los chinos, no habría levantado las cejas como antiárabe o antichino".
Uno de esos comentarios fue que The New York Times "debería cambiar su nombre por el de Holocaust Update". Sobran afirmó que Buckley le dijo que "dejara de enemistarse con la multitud sionista" y Buckley le acusó de difamación e incapacidad moral. Sobran también se quejó de "una obsesión nacional más o menos oficial con una diminuta y lejana etnocracia socialista", es decir, Israel. En su columna sindicada para The Wanderer en agosto de 1993, Sobran había defendido a Pat Buchanan contra las acusaciones de antisemitismo y concluyó que la comparación del antisionismo con el antisemitismo es un non sequitur. 
Sobran fue nombrado candidato a la vicepresidencia por el Partido de la Constitución en el año 2000, pero se retiró en abril de ese mismo año debido a conflictos de agenda con sus compromisos periodísticos.
En 2001 y 2003, Sobran intervino en conferencias organizadas por David Irving y compartió el podio con Paul Fromm, Charles D. Provan y Mark Weber, director del Institute for Historical Review, un destacado grupo que promueve el negacionismo del Holocausto,. En 2002, intervino en la conferencia anual del Institute for Historical Review. En su discurso para dicha institución, que también reprodujo en su boletín, Sobran abordó el tema de la negación del Holocausto, donde negó tener la "competencia académica" para ser un negacionista del Holocausto, al tiempo que afirmaba falsamente que el número de víctimas del holocausto era inexacto y que el régimen nazi no pretendía el exterminio racial.
Refiriéndose a su aparición en las conferencias del Institute for Historical Review, la historiadora Deborah Lipstadt escribió: "Puede que el Sr. Sobran no haya sido un negador inequívoco [del Holocausto], pero dio apoyo y consuelo a los peores".
En National Review, Matthew Scully dijo: "Su aparición ante ese lamentable conjunto hace unos años [...] sigue siendo imposible de explicar, al menos si se trata de absolverlo".
Tras su retirada de National Review, Sobran escribió columnas para revistas paleoconservadoras como Chronicles. En 2001, Pat Buchanan ofreció a Sobran una columna en la nueva revista de Buchanan, The American Conservative. El editor Scott McConnell retiró la oferta cuando Sobran se negó a cancelar su aparición ante el Institute for Historical Review.

## Filosofía política
Durante gran parte de su carrera, Sobran se identificó como un paleoconservador como sus colegas Samuel T. Francis, Pat Buchanan y Peter Gemma. Apoyaba la interpretación estricta de la Constitución de Estados Unidos. En 2002, Sobran anunció su cambio filosófico y político hacia el libertarismo (anarcocapitalismo paleolibertario) y citó la inspiración de los teóricos Murray Rothbard y Hans-Hermann Hoppe. Se refirió a sí mismo como un "teo-anarquista".
En las elecciones presidenciales de 2008, Sobran apoyó al candidato del Partido de la Constitución, Chuck Baldwin.
Sobran dijo que las enseñanzas católicas son coherentes con su oposición al aborto y a la guerra de Irak. Sostuvo que los atentados del 11 de septiembre de 2001 fueron el resultado de las políticas del gobierno de Estados Unidos en Oriente Medio. Afirmó que esas políticas están formadas por el "lobby judío".
Sobran consideraba que el comunismo era, al menos en parte, un fenómeno judío, escribiendo:

Los cristianos sabían que el comunismo -a menudo llamado "bolchevismo judío"- traería consigo una horrible persecución con el objetivo final de la aniquilación del cristianismo. Mientras el régimen ateo soviético hacía la guerra a los cristianos, asesinando a decenas de miles de sacerdotes ortodoxos, también mostraba sus verdaderos colores al convertir el antisemitismo en un crimen capital. Innumerables judíos de todo el mundo siguieron siendo procomunistas incluso después de que Stalin hubiera purgado a la mayoría de los judíos de los puestos de poder en la Unión Soviética.

### La teoría de la autoría de Shakespeare
En un libro titulado Alias Shakespeare: Solving the Greatest Literary Mystery of All Time (1997), Sobran defendió la teoría oxfordiana de que Edward de Vere, 17º conde de Oxford, era el verdadero autor de las obras atribuidas a William Shakespeare de Stratford-on-Avon.

## Libros y otras publicaciones
Sobran fue el autor de:
- Single Issues: Essays on the Crucial Social Questions - Human Life Press - 1983
- Alias Shakespeare: Solving the Greatest Literary Mystery of All Time - Free Press 1997
- Hustler: The Clinton Legacy - Griffin Communications 2000

Sobran ha producido varios artículos y discursos, incluyendo:
- Anything Called a Program is Unconstitutional - Griffin Communications - 2001
- The Church Today: Less Catholic Than the Pope? - National Committee of Catholic Laymen - 1979
- How Tyranny Came to America, Sobran's, n.d.
- Pensees: Notes for the reactionary of tomorrow National Review, December 31, 1985. (extended essay)
- Power and Betrayal - Griffin Communications - 1998